# Butters
Butters – jednostka osadnicza w Stanach Zjednoczonych, w stanie Karolina Północna, w hrabstwie Bladen.